# Abárzuza/Abartzuza
Abárzuza/Abartzuza (spanisch Abárzuza, baskisch Abartzuza) ist ein nordspanisches Dorf und eine Gemeinde (municipio) mit 518 Einwohnern (Stand: 2024) im Süden der Autonomen Gemeinschaft Navarra. Zur Gemeinde gehören neben dem gleichnamigen Hauptort die Ortschaften Andéraz und Iranzu.

## Lage und Klima
Abárzuza/Abartzuza liegt gut 30 km (Fahrtstrecke) westsüdwestlich von Pamplona bzw. ca. 50 km nordöstlich von Logroño in einer Höhe von ca. 570 m. Das Klima ist gemäßigt bis warm; Regen (ca. 792 mm/Jahr) fällt überwiegend im Winterhalbjahr.

## Bevölkerungsentwicklung
| Jahr      | 1970 | 1981 | 1991 | 2001 | 2011 | 2021 |
| Einwohner | 613  | 520  | 497  | 530  | 548  | 538  |

## Sehenswürdigkeiten
- Kirche Mariä Himmelfahrt
- Zisterzienserkloster St. Marien in Irantzu, 1178 gegründet, 1839 aufgehoben. Seit 1942 wieder Klosterbetrieb.
- Salvatorkirche
- Tirsuskapelle

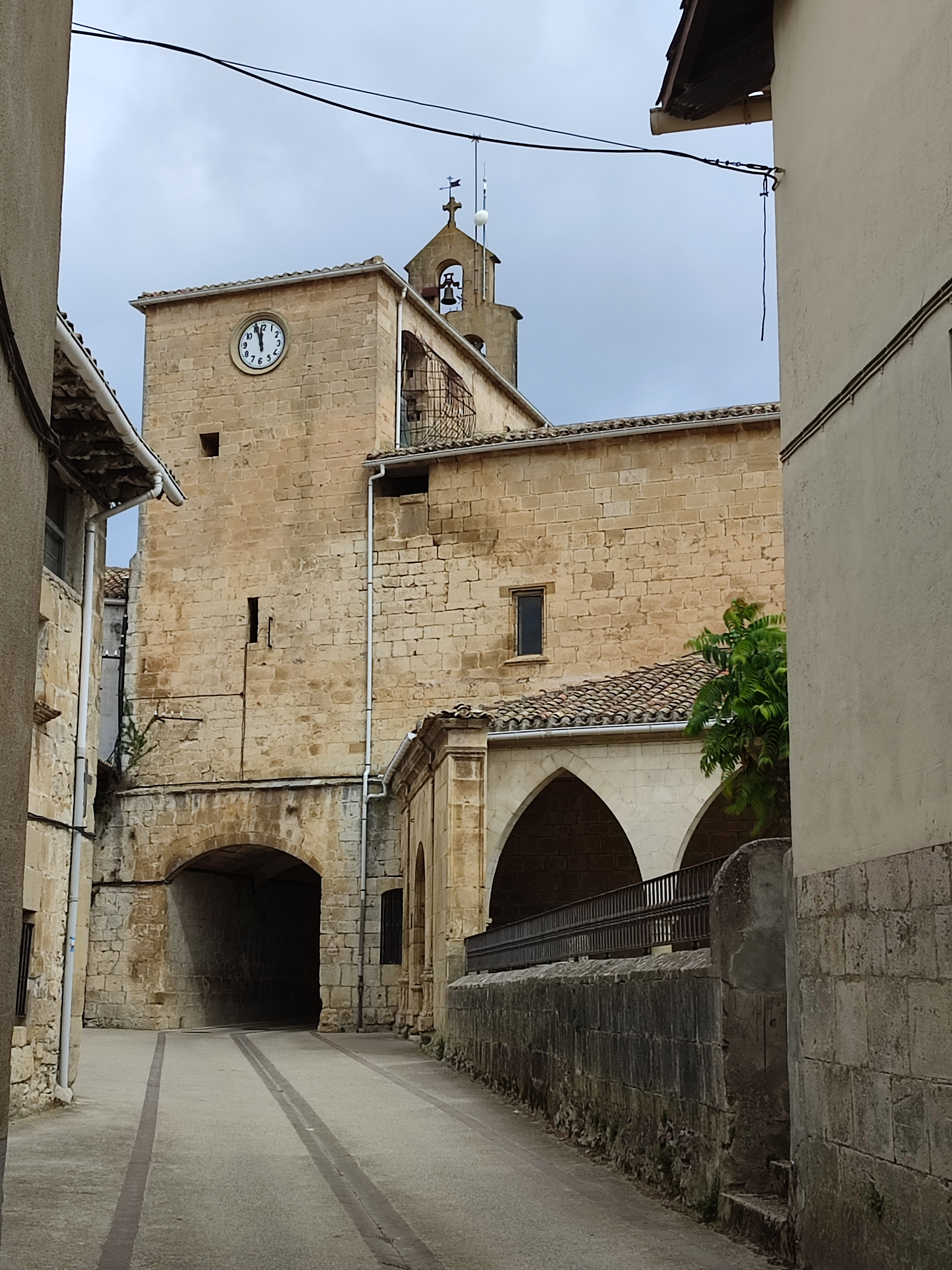
Kirche Christi Himmelfahrt
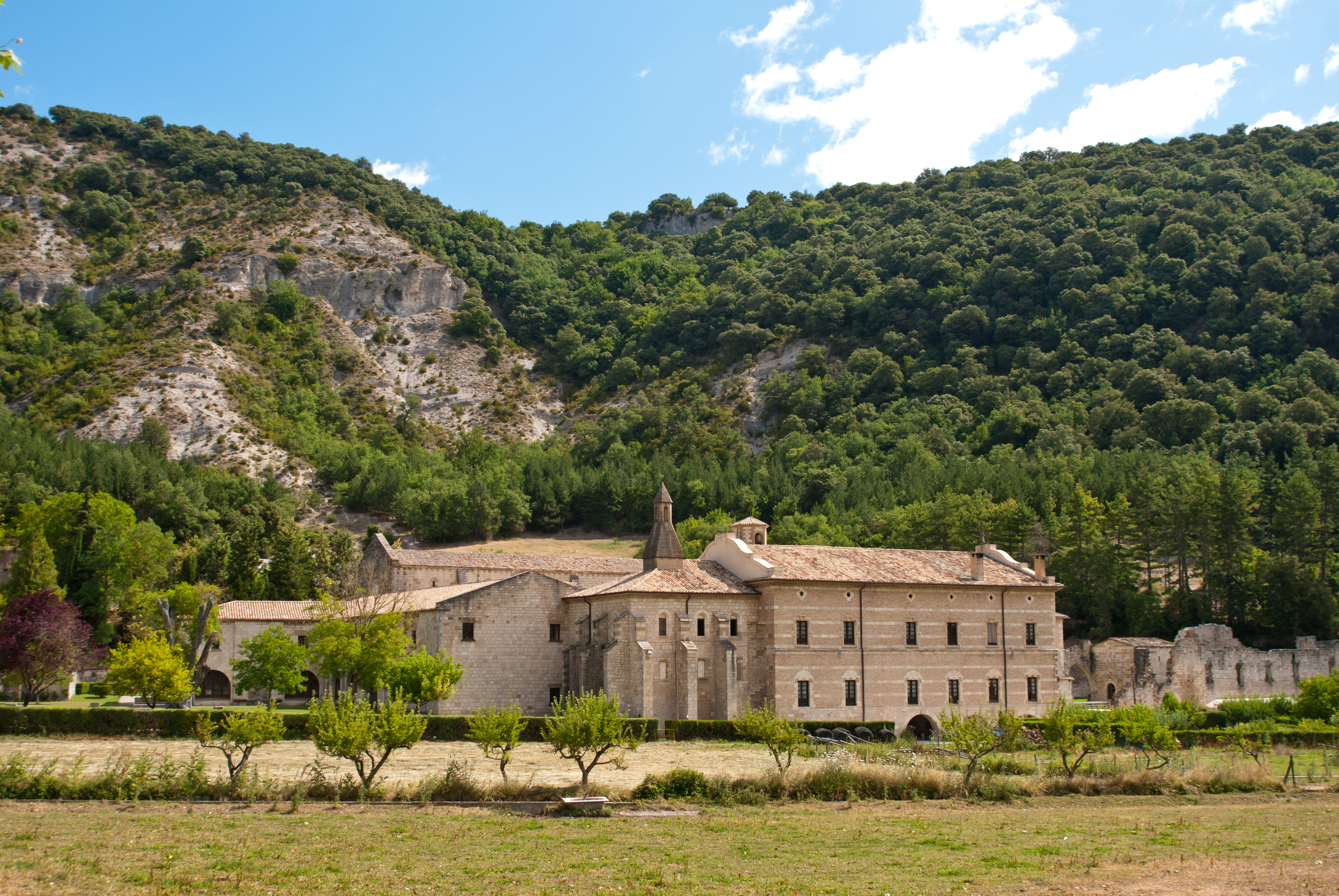
Kloster St. Marien